# Prodigy (рэпер)
Альберт Джонсон (англ. Albert Johnson; 2 ноября 1974, Хемпстед, Лонг-Айленд, Нью-Йорк — 20 июня 2017, Лас-Вегас, Невада), более известный под сценическим псевдонимом Prodigy (рус. Продиджи) — американский рэпер, музыкальный продюсер, автор песен и писатель, который вместе с рэпером Havoc был половиной хип-хоп-дуэта Mobb Deep.
В составе дуэта Mobb Deep Альберт Джонсон выпустил восемь студийных альбомов, четыре из которых стали «золотыми» по продажам в США, и лишь один из них, Murda Muzik, стал «платиновым» всего за два месяца, показав тем самым самый успешный результат по продажам в карьере группы.
Группа Mobb Deep выпустила четыре альбома, прежде чем Prodigy начал свою сольную карьеру. Дебютный альбом, H.N.I.C. (2000), является самым успешным в его карьере, став «золотым» по продажам в США всего через месяц после выхода. Всего Продиджи выпустил пять студийных и четыре совместных альбома, каждый из которых имел успех в чартах американского журнала Billboard.
С 2007 по 2011 год Prodigy отсидел три с половиной года в тюрьме за хранение оружия, найденное в его автомобиле полицией в 2006 году. С 2011 по 2017 год Продиджи выпустил четыре книги, одна из которых посвящена кулинарии. Продиджи снялся в четырёх фильмах: Murda Muzik (1999), Full Clip (2006), Blackout (2007), Rhyme and Punishment (2011). Prodigy скончался от случайного удушья 20 июня 2017 года в возрасте 42 лет.

## Ранняя жизнь
Альберт Джонсон родился 2 ноября 1974 года в городе Хемпстед, Нью-Йорк, расположенном на острове Лонг-Айленд. У него был один старший брат, Грег Джонсон. Он родился в музыкальной семье. Его дедушка Бадд Джонсон был саксофонистом, а его дедушка Кег Джонсон был тромбонистом. Их обоих помнят за их вклад в эру бибопа в джазе. Его мать, Фатима Фрэнсис (Коллинз) Джонсон, была участником группы The Crystals. Его отец, Бадд Джонсон-младший, был участником музыкальной ду-воп группы под названием The Chanters. Его прапрапрадед, журналист Уильям Джефферсон Уайт, основал колледж Морхаус в штате Джорджия.
Продиджи вырос в районе Лефрак Сити. Во время учёбы в Высшей школе искусства и дизайна на Манхэттене он встретил своего будущего музыкального партнёра Havoc. Дуэт стал называть себя «Poetical Prophets» (с англ. — «Поэтические Пророки»), прежде чем выбрать себе имя «The Infamous Mobb Deep» (с англ. — «Печально известный Мобб Дип»). Под псевдонимом Lord-T (The Golden Child) тогдашний 16-летний Джонсон присоединился к лейблу Jive Records и получил неупомянутое гостевое появление на саундтреке к фильму Ребята по соседству за его совместную работу над песней «Too Young» с R&B-группой Hi-Five в 1991 году.

## Музыкальная карьера

### 1995—1996:The InfamousиHell on Earth
Изначально по сравнению с таким же рэпером Nas, который использовал лирический подход в своём альбоме Illmatic в 1994 году, Mobb Deep выпустил The Infamous в 1995 году, который был сертифицирован RIAA как «золотой» в течение первых двух месяцев после его выпуска. Полтора года спустя, в конце 1996 года, Prodigy и Havoc выпустили Hell on Earth, дебютировавший под номером шесть в чарте Billboard 200 в американском журнале Billboard. Их следующий релиз, Murda Muzik, был широко распространён бутлегерами, пока ещё находился на стадии демо.

### 2000—2006:H.N.I.C.
В ноябре 2000 года Prodigy выпустил свой дебютный сольный альбом H.N.I.C. Его следующий сольный альбом будет выпущен в 2008 году.
Но в течение следующих 6 лет, между выпуском его первых двух сольных альбомов, Prodigy продолжал работать с Mobb Deep, выпустив Infamy в 2001 году, Amerikaz Nightmare в 2004 году и Blood Money в 2006 году.

### 2007—2011: Совместные работы иH.N.I.C. Part 2
В это время Prodigy начал работу над своим вторым сольным альбомом H.N.I.C. Part 2, который впервые был показан на его официальном микстейпе Return of the Mac, а затем был выпущен на независимом лейбле Koch Records. Затем Продиджи выпустил H.N.I.C. Pt. 2 на лейбле Voxonic Inc., в котором он был акционером. В конце 2009 года дуэт Mobb Deep был освобождён от контракта с лейблом 50 Cent, G-Unit Records.
В течение этого периода Prodigy был приговорён к трём годам лишения свободы в тюрьме средней строгости Mid-State Correctional Facility, в соответствии с соглашением о признании вины, вытекающим из обвинения в хранении оружия. Он был официально выпущен 7 марта 2011 года.
Prodigy был показан в документальном фильме 2009 года Rhyme and Punishment (с англ. — «Рифма и наказание»), в котором рассказывается о хип-хоп-артистах, которые были заключены в тюрьму. В 2011 году Prodigy выпустил бесплатный EP под названием The Ellsworth Bumpy Johnson EP, который был его первым проектом после освобождения из тюрьмы. 21 апреля была выпущена песня под названием «The Type» в бесплатном альбоме рэпера Curren$y под названием Covert Coup.

### 2013—2014:The Infamous Mobb Deep
В 2013 году Prodigy выпустил свой второй совместный альбом с продюсером The Alchemist под названием Albert Einstein. 1 апреля 2014 года дуэт Mobb Deep выпустил свой восьмой студийный альбом The Infamous Mobb Deep. В августе 2016 года он выпустил EP без названия из пяти треков, выпущенный в партнёрстве с BitTorrent, ассоциацией, с которой Prodigy некоторое время работал.

## Книги
В 2011 году Prodigy выпустил свою автобиографию My Infamous Life: The Autobiography of Mobb Deep’s Prodigy (с англ. — «Моя печально известная жизнь: автобиография Продиджи из Мобб Дип»). Книга была написана в соавторстве с Лорой Чековей и опубликована издательством Touchstone Books.
В 2013 году совместно с британским автором Стивеном Савилем Prodigy написал криминальный роман H.N.I.C.. Книга была опубликована издательством Akashic / Infamous Books. Они также совместно написали второй роман Ritual, который был выпущен в 2015 году издательством Akashic.
Продиджи написал кулинарную книгу вместе с Кэти Яндоли под названием Commissary Kitchen: My Infamous Prison Cookbook (с англ. — «Тюремная кухня: моя печально известная тюремная кулинарная книга»). Книга содержит предисловие от шеф-повара и специалиста по еде Эдди Хуана и была опубликована в 2016 году издательством Infamous Books.

## Проблемы с законом
Ниже приводится хронология некоторых проблем с законом, с которыми Prodigy сталкивался в течение своей жизни:
- 6 ноября 2003 года Prodigy был арестован в городе Кохос в штате Нью-Йорк по обвинению в незаконном хранении оружием третьей степени и незаконном хранении марихуаны. По сообщениям, полиция обнаружила у него пистолет 25 калибра и марихуану[43].
- 26 октября 2006 года Prodigy был арестован в Нью-Йорке по обвинению в незаконном хранении оружия. Его остановили в пуленепробиваемом внедорожнике за 120 тысяч долларов после незаконного разворота около 2:15 утра. После обыска автомобиля полиция обнаружила пистолет 22 калибра в подлокотнике[44].
- 8 октября 2007 года Prodigy был приговорён к трём с половиной годам лишения свободы за незаконное хранение огнестрельного оружия. Первоначально приговорённый к 15 годам тюремного заключения, Prodigy заключил сделку с прокурором и признал себя виновным в обмен на более короткий тюремный срок[45].
- 7 марта 2011 года, Prodigy был освобождён из тюрьмы средней строгости Mid-State Correctional Facility в городе Марси, Нью-Йорк после трёх лет лишения свободы за незаконное хранение оружия. Он шесть месяцев старался уменьшить свой первоначальный приговор за хорошее поведение и оставался в условно-досрочном освобождении до 2014 года[46][47][48].

## Разногласия

### West Coast
С 1995 по 1997 год происходило подпитанное СМИ «хип-хоп соперничество между Восточным и Западным побережьями». Эта «вражда» началась, когда Tha Dogg Pound выпустили песню «New York, New York», на которую дуэт Мобб Дип обиделся, поскольку в дополнение к тексту в музыкальном видео изображены нью-йоркские здания, на которые наступали участники группы Dogg Pound. В ответ Mobb Deep объединился с Capone-N-Noreaga и Tragedy Khadafi и выпустил трек «LA, LA». 2Pac оскорбил Mobb Deep (вместе с The Notorious B.I.G.) в песне «Hit 'Em Up», где в конце песни он сделал прямую отсылку на болезнь Prodigy, имеющего серповидноклеточную анемию. Mobb Deep ответил треком под названием «Drop A Gem On 'Em», который был выпущен как сингл за две недели до убийства Тупака. 2Pac также оскорбил Mobb Deep в песне «Against All Odds» и «Bomb First (My Second Reply)», которые были выпущены после его смерти. Но Продиджи позже засемплировал голос Тупака из фристайла для припева в песне «Return of the Mac» (a.k.a. «New York Shit») из одноимённого альбома.

### Def Squad
На треке «The Infamous Prelude» из альбома The Infamous Продиджи сделал замечания о рэперах, которые рифмуют о «курении травки» и говорят о «космическом бреде». Def Squad обиделся на это, но вражда была улажена, когда рэперы Prodigy и Keith Murray встретились на видеосъёмке. Вражда возобновилась, когда Prodigy снова сослался на «космический бред» в своём появлении на треке LL Cool J «I Shot Ya», в котором также фигурировал Киф Мюррей. Однажды ночью Мюррей увидел в клубе Продиджи и ударил его. Продиджи вспомнил ссору и угрожал Мюррею в песне «In the Long Run» в альбоме Hell on Earth. Мюррей выпустил песню «Call My Name» в своём альбоме Enigma, в которой он оскорбил Mobb Deep. Вражда, казалось, утихла, пока Prodigy снова не оскорбил Мюррея в своей песне 2004 года «Bad Blood» (с англ. — «Вражда»). Мюррей ответил с многочисленными песнями с тех пор. Вражда утихла, когда в социальных сетях они поделились совместной фотографией с Busta Rhymes. В Твиттере примирение было подтверждено Prodigy в ответ на фото вскоре после этого.

### Saigon
Во время интервью Prodigy заявил, что ему не нравятся рэперы Saigon и Tru-Life (наряду со многими другими рэперами).
В ночь на 19 сентября 2007 года, после импровизированного выступления Сайгона во время шоу Mobb Deep, между Сайгоном и Prodigy состоялся обмен словами. Это переросло в спор, который привёл к драке, когда Сайгон дважды ударил Продиджи, прежде чем он (Сайгон) покинул клуб. С тех пор появились две видео версии событий. В одной из версий, в замедленной съёмке, Сайгон скрывался под столом. Другая выпущенная версия видео показала, что Сайгон убегал из клуба. Вражда, однако, очевидно, утихла, так как (в интервью за два месяца до освобождения Prodigy из тюрьмы) Сайгон выразил счастье, что Prodigy возвращается домой.

### Crooked I
Находясь в тюрьме, Prodigy написал письмо о своём разочаровании в хип-хопе и рэперах. В письме он напрямую сослался на имя Crooked I, комментируя:
Vibe говорит, что за это проголосовало 920 тысяч человек. Я бы лично дал пощёчину всем 920 тысячам из этих избирателей, если бы у меня была такая возможность. Кто выбрал Crooked I, Flo Rida и Rich Boy? Как Vibe одобрил это?
Crooked I ответил записью в блоге и бросил вызов Prodigy в виде боя один на один после освобождения рэпера. После смерти Продиджи Crooked I воздал должное в его честь, разместив его изображение на своей странице в Инстаграме.

### Havoc
В июле 2012 года музыкальный партнёр Prodigy, Havoc, написал серию уничижительных комментариев о Prodigy в Твиттере, в том числе обвинил Prodigy в гомосексуальных отношениях в тюрьме. Сначала Хавок утверждал, что его аккаунт в Твиттере был взломан. Однако, позже он подтвердил, что написал твиты и выразил своё разочарование по поводу Prodigy в интервью с AllHipHop. Он заявил, что Mobb Deep находился в «бессрочном отпуске», пока дуэт разбирался со своими разногласиями. Havoc позже выпустил дисс-трек, нацеленный на Prodigy, который назывался «Separated (Real from the Fake)» (с англ. — «Я отделяю (реальное от подделки)»). Продиджи не ответил на песню Хавока и даже публично заявил, что Mobb Deep в конечном итоге примирится. В марте 2013 года дуэт объявил, что они помирились и собираются в тур.

## Теория иллюминатов
Некоторая рэп-музыка была вдохновлена теорией о существовании мощного международного тайного общества. Часто его называют «Общество баварских иллюминатов» после того, как Баварское тайное общество было основано в 1776 году. Журнал Complex утверждал, что именно Prodigy начал интересоваться теорией. Prodigy часто публично выступал против предполагаемого международного тайного общества в течение его жизни.
Prodigy рассказывал о тайном обществе в сотрудничестве с LL Cool J в песне «I Shot Ya (Remix)» 1995 года.
В 2007 году, незадолго до выхода H.N.I.C. Part 2, Prodigy написал из тюрьмы и опубликовал «открытое письмо» Jay-Z, в котором он сделал несколько загадочных утверждений, ссылающихся на теорию. В 2008 году Prodigy назвал одну из своих песен в альбоме H.N.I.C. Part 2 «Illuminati» (с англ. — «Иллюминаты»). В своём последнем сольном альбоме, выпущенном при его жизни, The Hegelian Dialectic (с англ. — «Гегелевская диалектика») (2017), Prodigy также сослался на теорию. Сообщалось, что Prodigy работал над мюзиклом о его теории иллюминатов во время его смерти.

## Болезнь и смерть
В интервью с журналом Vibe в ноябре 2000 года, Prodigy рассказал о том, что вдохновило его напрямую обратиться к битве с серповидноклеточной анемией в своей песне «You Can Never Feel My Pain» из его дебютного студийного альбома H.N.I.C. Он приписывает свой нигилизм «постоянным физическим страданиям», вызванным его пожизненной битвой с этим заболеванием.
20 июня 2017 года стало известно, что Продиджи умер в медицинском центре Spring Valley Medical Center в Лас-Вегасе, Невада, в то время как он был госпитализирован с осложнениями, связанными с его серповидноклеточной анемией. 17 июня 2017 года сразу после выступления Mobb Deep в Лас-Вегасе на фестивале The Art of Rap Продиджи покинул мероприятие и направился в свой отель, чтобы отдохнуть. Его состояние ухудшилось. Его промоутер говорит, что Prodigy пришлось госпитализировать через некоторое время после этого. После двух дней интенсивного стационарного лечения рэпер умер 20 июня. Как показало вскрытие, Prodigy умер не от серповидноклеточной анемии, а от случайного удушья. Как стало известно, во вторник утром в больнице во время завтрака он подавился яйцом.
В жалобе, которая была подана от имени семьи юридической фирмой The Gage Law Firm, утверждается, что больница Spring Valley нарушила свою обязанность по уходу за Prodigy, «не поддерживая рабочий доступ к внутривенным вливаниям» и «не смогла постоянно контролировать уровень кислорода», как предписано врачами в больнице, и что эти неудачи привели к смерти Prodigy.

## Дискография
Студийные альбомы
- H.N.I.C. (2000)[23]
- H.N.I.C. Pt. 2 (2008)[80]
- H.N.I.C. 3 (2012)[81]
- The Bumpy Johnson Album (2012)[82]
- Hegelian Dialectic (The Book of Revelation) (2017)[83]

Совместные альбомы
- Return of the Mac (совместно с The Alchemist) (2007)[84]
- Product of the 80's (совместно с Big Twins & Un Pacino) (2008)[85]
- Albert Einstein (совместно The Alchemist) (2013)[32]
- Young Rollin Stonerz (совместно с Boogz Boogetz) (2014)[86]

## Фильмография
- Murda Muzik (1999)[87]
- Full Clip (2006)[88]
- Blackout (2007)[88]
- Rhyme and Punishment (2011)[88]